# Kajsa Ekis Ekman
Kajsa "Ekis" Ekman (Estocolm, 25 de juliol de 1980) és escriptora, periodista, activista i una de les veus més destacades en la defensa de l'abolicionisme de la prostitució. És una de les fundadores de la xarxa d'acció contra el canvi climàtic Klimax.

## Activitat

### Periodisme
Ekman treballa al diari suec de major tirada del país, Dagens Nyheter, a més de ser columnista a ETC i col·laborar amb The Guardian, TruthDig i Feminist Current. Ha escrit sobre temes com la revolució Bolivariana, el canvi climàtic, postmodernitat i ha fet crítica d'autors com Mario Vargas Llosa o Anaïs Nin, i destaca el seu interès per àrees com els drets de les dones, la crítica al capitalisme i la crisi financera.

### Obres
El seu llibre Being and Being Bought ("Ser i ser comprat" en català) compara la indústria del sexe amb els ventres de lloguer com a dos elements de mercantilització del cos de la dona. Va estar dos anys investigant arreu d'Europa el negoci, els sindicats i els lobbies que defensen la prostitució i recollint el testimoni de dones prostituïdes. Critica la noció de "treball sexual" per la legitimació de la prostitució que suposa i que l'autora considera fruit de l'aliança entra la dreta neoliberal i l'esquerra postmodernista. En aquest sentit, Ekman exposa que els sindicats de treballadores sexuals moltes vegades estan fundats per proxenetes, els mateixos estats i acadèmics, i que per tant no vetllen pels drets de les prostitutes. L'obra s'ha traduït al francès, a l'anglès, al castellà i a l'alemany.
Stolen Spring (2013) descriu la crisi econòmica des d'una perspectiva hel·lènica i situa el seu origen en els vicis del sistema capitalista, contra la noció que culpabilitzava els treballadors grecs. Aquesta obra li va fer guanyar el premi Swedish-Greek of the Year el 2016.